# Кызыл-Токой
Кызыл-Токой (кирг. Кызыл-Токой) — село в Чаткальском районе Джалал-Абадской области Кыргызстана. Входит в состав Каныш-Кыянского айылного аймака.

## География
Село расположено в западной части области, на берегах реки Касансай, на расстоянии приблизительно 44 километров (по прямой) к юго-востоку от села Каныш-Кыя, административного центра района. Абсолютная высота — 1215 метров над уровнем моря.

## Население
Согласно оценочным данным Национального статистического комитета Кыргызской Республики, численность населения села на начало 2023 года составляла 1783 человека.
| год     | 2009 | 2014 | 2015 | 2020 | 2021 | 2023 |
| ------- | ---- | ---- | ---- | ---- | ---- | ---- |
| человек | 1017 | 1315 | 1381 | 1930 | 1975 | 1783 |